# Águas Frias (Santa Catarina)
Águas Frias é um município brasileiro do Estado de Santa Catarina. Localiza-se a uma latitude 26º52'48" sul e a uma longitude 52º51'33" oeste, estando a uma altitude de 345 metros. Sua população conforme censo do Brasil em 2022 era de 2.839 habitantes.
Possui uma área de 76,631 km².

## Origem do nome
O nome do município se dá por uma vertente de água gelada no meio da mata na região, que também tem uma fonte de águas sulfurosas.

## História
Desbravado na década de 1950 por italianos vindos do Rio Grande do Sul, a maior parte da população é de origem italiana (81,3%), com um significativo números de negros (12,9%) e mestiços (4,6%).

## Esporte
Águas Frias não só conta com vários times de futebol, como também com um grande "clássico paulista": é jogo entre Esporte Clube Corinthians, da Vila Alto Tarumazinho, e o Palmeiras, da Linha São João.
Além destes clubes, existe também o Clube Esportivo da Linha Voltão, que pertence a localidade do mesmo nome.